# 武田隆男
武田 隆男（たけだ たかお、1931年 - ）は、日本の医師、医学博士である。愛媛県出身。武田病院グループ会長。

## 人物
愛媛県出身。1958年（昭和33年）京都大学医学部卒業。
1970年（昭和45年）、のちの武田病院グループの基礎となる武田病院を開設し、院長に就任。以来、社団法人京都私立病院協会の会長や京都府医師会の理事、京都中央看護婦養成事業団（現京都中央看護師養成事業団）の理事長を務めるなど、質の高い地域医療提供活動は勿論のこと、看護師、検査技師、保健医療管理士といったコ・メディカルの養成・育成にも取り組むなど、長きにわたって保健医療福祉の面から京都の地域社会の発展に寄与し続けている。
また、社団法人日本病院会でも、副会長等、同会やその関連団体にて数多くの役職を歴任。特に国内の感染症対策において、病院感染予防対策ハンドブックの作成・普及や感染管理スタッフの育成、院内感染対策の強化といった功績を残した。京都地方裁判所民事調停委員、京都西ロータリークラブ会長、財団法人日本国際連合協会理事等、文化芸術、国際交流、社会奉仕など多方面にわたる公職を務め、医療人としてのみならず社会人としての功績も大きい。
- 1958年3月（昭和33年）京都大学医学部卒業
- 1959年3月（昭和34年）京都大学医学部附属病院実地修練終了
- 1959年4月（昭和34年）京都大学医学部皮膚科教室入局
- 1959年7月（昭和34年）京都大学医学部助手
- 1959年8月（昭和34年）医師国家試験合格
- 1967年4月（昭和42年）京都大学医学部講師
- 1967年9月（昭和42年）関西医科大学助教授兼関西医科大学附属香里病院皮膚科部長
- 1967年11月（昭和42年）京都大学医学博士授与
- 1969年11月（昭和44年）関西医科大学非常勤講師
- 1970年11月（昭和45年）武田病院開設 院長
- 1976年12月（昭和51年）医療法人医仁会武田総合病院開設 理事長
- 1996年1月（平成8年）医療法人医仁会 会長
- 1997年10月（平成9年）医療法人財団康生会 会長 兼務 武田病院グループ 会長
- 2001年11月（平成13年）医療法人大羽病院 理事長 兼務
- 2002年2月（平成14年）医療法人財団医道会 理事長 兼務

### 役員
- 1977年6月（昭和52年）京都私病院協会 理事
- 1980年2月（昭和55年）京都府医師会 理事
- 1985年11月（昭和60年）高度先進医療研究会 副会長 常任理事
- 1987年6月（昭和62年）京都保健衛生専門学校 校長
- 1989年4月（平成4年）全日本病院協会 理事
- 1990年12月（平成2年）日本フィルハーモニー交響楽団 評議員
- 1991年7月（平成3年）京都中央看護婦養成事業団 理事長
- 1992年4月（平成4年）日本病院会 理事
- 1993年8月（平成5年）チャーチル会京都 幹事長
- 1996年8月（平成8年）八坂神社奉賛会 顧問
- 1996年10月（平成8年）長岡天満宮奉賛会 理事
- 1997年4月（平成9年）京都スペイン文化協会 顧問
- 1997年4月（平成9年）日本病院会 常任理事
- 1997年7月（平成9年）京都西ロータリークラブ 会長
- 1998年6月（平成10年）第48回日本病院学会 学会長
- 1998年5月（平成10年）日本病院会 感染症対策委員会 委員長
- 1998年6月（平成10年）京都経営者協会 理事
- 1998年7月（平成10年）平安神宮崇敬会 副会長
- 1999年5月（平成11年）日独文化研究所 理事
- 1999年6月（平成11年）京都私立病院協会 会長
- 1999年9月（平成11年）日本病院会 副会長
- 1999年10月（平成11年）全国病院団体連合 常任幹事
- 2000年2月（平成12年）京都府医師会 代議員
- 2000年11月（平成12年）京都府病院厚生年金基金 理事長
- 2002年4月（平成14年）RI2004国際大会実行委員会 第12部会(医療) 副部会長
- 2003年4月（平成15年）長岡天満宮崇敬会 幹事
- 2003年5月（平成15年）第44回日本人間ドック学会 学会長
- 2003年7月（平成15年）平安神宮 総代
- 2003年10月（平成15年）八坂神社崇敬会 顧問
- 2004年3月（平成16年）日本国際連合協会 理事
- 2004年4月（平成16年）八坂神社 総代
- 2004年4月（平成16年）日本病院会 総務委員会 委員長
- 2004年4月（平成16年）日本病院会 倫理委員会 委員長
- 2004年4月（平成16年）日本病院会 医療の非営利性についての検討委員会 委員長
- 2004年6月（平成16年）厚生科学審議会専門委員
- 2004年8月（平成16年）芝蘭会（京都大学医学部同窓会） 副会長
- 2004年12月（平成16年）日本病院会 個人情報保護に関する委員会 委員長
- 2005年1月（平成17年）茶道裏千家淡交会京都支部連合会 会長
- 2005年1月（平成17年）チャーチル会京都 相談役
- 2006年4月（平成18年）茶道裏千家淡交会京都南支部 支部長
- 2006年4月（平成18年）茶道裏千家京都今日会 会長
- 2006年4月（平成18年）21世紀保健医療フォーラム 顧問
- 2006年8月（平成18年）日本診療録管理学会 理事
- 2006年11月（平成18年）京都大学同窓会 副会長
- 2007年4月（平成19年）日本病院会 顧問
- 2007年4月（平成19年）株式会社日本病院共済会 取締役
- 2007年5月（平成19年）日本病院会 名誉会員
- 2007年10月（平成19年）第33回日本診療録管理学会 学会長
- 2009年1月（平成21年）茶道裏千家淡交会近畿第一地区 地区長
- 2009年1月（平成21年）茶道裏千家淡交会近畿第一地区学校茶道連絡協議会 会長
- 2009年6月（平成21年）京都私立病院協会 顧問
- 2010年2月（平成22年）京都府就労支援事業者機構 副会長
- 2010年6月（平成22年）日本人間ドック学会 名誉顧問
- 2010年6月（平成22年）京都府警察官友の会 会長
- 2010年12月（平成22年）国際観光医療学会 代議員・理事
- 2013年2月（平成25年）茶道裏千家 顧問

他

### 賞罰
- 1987年3月（昭和62年）紺綬褒章 受章
- 1987年11月（昭和62年）京都地方裁判所調停永年功労賞
- 1987年12月（昭和62年）全国日本学士会アカデミア賞
- 1988年6月（昭和63年）京都府知事表彰
- 1992年9月（平成4年）京都府救急医療功労賞
- 1995年2月（平成7年）全国日本学士会アカデミア大賞
- 1997年7月（平成9年）京都府更生保護会法務大臣感謝状
- 2000年11月（平成12年）日本公衆衛生協会長表彰
- 2001年5月（平成13年）厚生労働大臣表彰（日本病院会）
- 2003年9月（平成15年）厚生労働大臣表彰（救急医療功労者）
- 2004年4月（平成16年）瑞宝小綬章 受章
- 2006年3月（平成18年）京都府神社庁表彰
- 2008年1月（平成20年）京都市社会福祉協議会表彰
- 2008年2月（平成20年）城陽市社会福祉協議会表彰
- 2009年2月（平成21年）第5回ヘルシー・ソサイエティ賞 受賞
- 2010年11月（平成22年）社団法人全国老人保健施設協会表彰

## 武田病院グループ
京都府にある病院グループ。
武田病院グループは、医療法人康生会武田病院と医療法人医仁会武田総合病院の2大病院を中核に、宇治武田病院、十条武田リハビリテーション病院、精華町国民健康保険病院、木津屋橋武田病院、北山武田病院、宮津武田病院、稲荷山武田病院と役割や性格の異なる9つの病院がある。
5施設が救急告示病院として指定されており、24時間365日救急受け入れ態勢を整え緊急手術にも迅速に対応できるスタッフと環境が備えられている。特に武田病院では開院以来、救急救命医療に重点を置いており、ICU・CCU・SCUを備え24時間体制で救急受入を行なっている。
その他にも健診センター、画像診断センター(PET-CTによるガン検診)、疾病予防センター、介護老人保健施設、特別養護老人ホーム、訪問看護ステーションから免疫・遺伝子クリニック、ライフサイエンス関連の研究所まで50以上の施設を有する。
多様な施設を有することから、予防・健診、急性期から回復期、慢性期まで、グループ内の各施設間が連携することで幅広く継ぎ目のない医療を提供している。さらに退院後のサポート体制も視野に入れ、医療を軸に在宅・介護・福祉事業の展開を行っている。